# ジェイ・バッキー

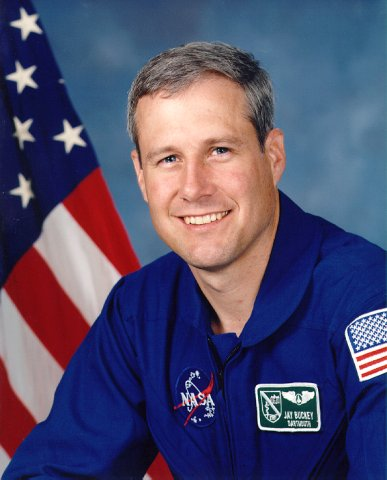
宇宙飛行士時代のバッキー

ジェイ・バッキー(Jay Clark Buckey, Jr.、1956年6月6日-)は、ニューヨーク出身のアメリカ合衆国の医師、宇宙飛行士で、ペイロードスペシャリストとしてスペースシャトルのミッション（STS-90）で宇宙飛行を行った。
バッキーは、2008年に再選を目指す、ニューハンプシャー州選出上院議員1期目の共和党員ジョン・スヌヌへの対抗馬として、短期間、民主党の候補者を務めたが、前知事のジーン・シャヒーンの参戦を契機に撤退した。

## 教育
バッキーは1977年にコーネル大学で電子工学の学士号、1981年に同大学で医学博士号を取得し、ニューヨーク長老派教会病院でインターンを行い、ダートマス＝ヒッチコック・メディカル・センターで研修期間を終えた。現在は、ダートマス大学医学部のGeisel School of Medicineで医学の教授を務めている。また、8年間に渡り、アメリカ合衆国空軍予備役で航空医官を務めた。

## 宇宙飛行経験
1998年4月17日から5月3日まで、ペイロードスペシャリストとしてNeurolabミッションの一環であるSTS-90に参画した。Neurolabミッションでは、無重力下の心臓血管系の適応に関する実験を行った他、スペースラブにおける多くの生命科学実験の補助を行った。16日間のフライトで、7人の乗組員は、微小重力が脳及び神経系に与える影響に焦点を当てた、26の独立した実験を行った。宇宙滞在381時間で630万マイルを飛行し、地球を256周した。

## 研究
2018年、バッキーは、オーストラリア南極局のモーソン基地におけるバーチャル・リアリティを用いた研究に参画した。ここでは、遠征者がVRヘッドセットを用いて、南極の白一色で無音の環境とはかけ離れた、オーストラリアのビーチやヨーロッパの自然、北アメリカの森林や都市の映像を見る実験を行い、火星への有人飛行等、長期の宇宙飛行を支える心理学的な技術に対する洞察を得た。